# Герб Нелидовского района
Герб муниципального образования «Нели́довский район» Тверской области Российской Федерации.
Герб утверждён Решением № 87 Собрания депутатов Нелидовского района Тверской области 6 мая 1999 года.
Герб внесён в Государственный геральдический регистр Российской Федерации под регистрационным номером 487.
Законом Тверской области от 7 апреля 2018 года № 27-ЗО, 20 апреля 2018 года все муниципальные образования Нелидовского района были преобразованы, путём их объединения, в Нелидовский городской округ.
Решением Нелидовской городской Думы от 24 декабря 2018 года № 67−1 было разрешено использовать флаг муниципального образования «Нелидовский район» гербом Нелидовского городского округа.

## Описание герба
«В зелёном поле серебряная ель, вырастающая из чёрной, тонко окаймлённой серебром оконечности, на которой две серебряные кирки накрест, остриями поверх каймы и обухами книзу».

## Обоснование символики
Все фигуры герба аллегорически показывают географические и социально-экономические особенности района.
Ель в зелёном поле — символ лесной зоны и деревообрабатывающей промышленности.
Две серебряные кирки символизируют традицию строительства шахт, освоение и добычу каменного угля.